# Philiszkosz (festő)
Philiszkosz (1. század előtt) görög festő
Életéről semmit sem tudunk, működésének pontos ideje is ismeretlen. idősebb Plinius tesz említést róla a „Historia Naturalis” 35. könyvében, eszerint munkái Korinthoszban voltak láthatóak.